# Droa!
Droa! (en georgiano: დროა!, lit. '¡Es la hora!') es un partido político en Georgia fundado por la exviceministra de Integración euro-atlántica y exdiputada, Elene Joshtaria. El lanzamiento del partido tuvo lugar el 22 de mayo de 2021.

## Ideología
El partido se autodefine como liberal y europeista.A nivel europeo, el partido es miembro de pleno derecho de la Alianza de los Liberales y Demócratas por Europa.
Algunos de los miembros del partido más conocidos son Batu Kutelia, exembajador en EEUU (2008-2011); Vásil Sijarulidze, exministro de defensa (2008-2009); Alexi Petriashvili, exministro de integración europea (2012-2014) o el exdiputado Nino Goguadze.

## Historia
El partido se unió a una declaración de otros 14 partidos en el verano de 2021 para defender los derechos LGBT en Georgia en el período previo a la marcha del Orgullo en Tiflis.
Tras las protestas en Georgia de 2023 contra la ley de agentes extranjeros, la presidenta del país Salomé Zurabishvili promovió la Carta de Georgia, un plan para la próxima legislatura en con el objetivo de satisfacer las demandas de los manifestantes y acercar al país a la Unión Europea. Droa, junto con otros partidos de la oposición al gobierno de Sueño Georgiano se adhirieron al estatuto el 4 de junio de 2024. El 9 de julio de 2024, el partido firmó un acuerdo para acudir a las elecciones al parlamento de Georgia de 2024 en coalición con Ajali y Girchi-Más Libertad.

## Resultados electorales

### Elecciones locales
El partido se presentó en pocos municipios, obteniendo su mejor resultado en Tiflis, donde su candidata Elene Joshtaria obtuvo un 2,14% de los votos (10.262).
| Election | Votes  | %    | Seats  | +/–   |
| -------- | ------ | ---- | ------ | ----- |
| 2021     | 10.859 | 0,61 | 0/2068 | Nuevo |